# Похмурий Вангур
«Похмурий Вангур» — радянський чорно-білий художній фільм про геологів режисера Анатолія Дудорова 1959 року. Прем'єра фільму відбулася 22 серпня 1960 року.

## Сюжет
Молодий амбітний аспірант Микола Плетньов відстоює ідею про те, що на річці Вангур на Уралі існує родовище титану, в якому гостро потребує Радянський Союз. Його підтримує закохана в нього студентка, майбутній геолог, Наташа. Плетньов пропонує поєднати пошуки родовища на Вангурі із запланованою експедицією, яка повинна відправитися у той же район. Викладач того ж інституту Борис Пушкарьов не поділяє впевненості Плетньова, проте рішення відправити пошукову групу схвалено, і він вирішує сам її очолити, щоб перевірити припущення Плетньова з усією ретельністю. Плетньов сприймає скрупульозність Пушкарьова як бажання затерти його ідею. Плетньов хоче взяти з собою і Наташу, але Пушкарьов, розуміючи труднощі такого походу, категорично проти. Експедиція виїжджає в тайгу, і спочатку на вантажівках, потім пішки добирається до гори Ключ-Камінь, де основна група, виконуючи свої завдання, буде чекати повернення групи Пушкарьова. Пушкарьов, Плетньов і молодий геолог Юра в супроводі старого провідника Михайла з місцевих мансі йдуть в тайгу.
На березі у верхів'ях Вангура вони виготовляють човен і починають спуск по річці. Але виявляється, що вони поспішили з човном — річка перетворюється в суцільні болота. Докладаючи величезних зусиль вони проводять навантажений припасами човен через болота. Нарешті вони добираються до чистої води, але наступної ночівлі через помилку Юри вони позбавляються рації. Потім через недогляд Плетньова човен вночі наповнюється водою, і пошукова партія позбавляється частини продуктів. Через деякий час від них йде забобонний провідник, тому що «мансі далі йти не можна в погані місця». Після відходу провідника виявляється пропажа більшої частини патронів і фляги зі спиртом. Плетньов звалює пропажу на провідника, який пішов. Він умовляє Пушкарьова повернутися, тому що титан вони так і не знайшли. Але Пушкарьов вважає, що вони повинні пройти весь Вангур, щоб з упевненістю зробити висновки. Злякавшись майбутніх труднощів і поневірянь Плетньов наступного ранку потайки покидає своїх товаришів і направляється до стоянки старого мансі. Пушкарьов і Юра продовжують свої пошуки вдвох. Продукти під кінець, починаються осінні дощі. Нарешті вони знаходять на березі Вангура титан. Але на зворотному шляху, коли вже настала зима і у них закінчилися патрони і продукти, Юра обморожує ноги. Пушкарьов несе Юру на собі, а коли вже не може йти, тягне його по снігу. Коли вони вибираються з лісу на відкрите місце, їх знаходить рятувальна партія на чолі з професором Кузьміних. Юру доставляють на вертольоті у найближче поселення мансі, де вони знаходять Плетньова, що втік. Наташа вражена тим, що кохана нею людина виявився негідником.

## У ролях
- Павло Шпрингфельд —  Борис Никифорович Пушкарьов
- Анатолій Торопов —  Микола Плетньов
- Ія Арепіна —  Наташа
- Володимир Курков —  Юра
- Костянтин Барташевич —  Кузьміних Олексій Архипович, професор
- Назіб Гайнуллин —  старий мансі Михайло, провідник
- Раднер Муратов —  молодий мансі Володя, син Михайла
- Олександр Гречаний —  Степан
- Дмитро Дальський — епізод
- Зінаїда Невоструєва —  секретар

## Знімальна група
- Сценарист:  Олег Коряков
- Режисер:  Анатолій Дудоров
- Оператор:  Іван Артюхов
- Композитор:  Микола Тимофєєв
- Художник:  Владислав Расторгуєв